# Montrose hercege
A Montrose hercege címét kétszer hozták létre a skóciai főrendben. A második létrehozás a Graham klán Montrose családjához kötődik. A grófi, majd a márki és végül a hercegi cím tizenöt generáción át öröklődik apáról fiúra, ez ritkaság a nemesi címek között. A Montrose-ok, Skócia más vezető családjaihoz hasonlóan kivették részüket Skócia történelmének formálásából, a katolikus oldalon vívták a vallásháborút, hamar csatlakoztak Anglia és Skócia egyesítésére. Ezt követően politikai és katonai szerepvállalásuk jelentette az állam vezetésben való részvételt. A XIX–XX. századtól kezdve a vezető szerep elhalványodott – többé nem a nemesség kiváltsága volt az ország irányítása. James Graham (1935. április 6. – ) Montrose 8. hercege a cím jelenlegi viselője.

## Montrose hercege, első létrehozás
David Lindsay (1440–1495), Montrose 1. hercege

Montrose első hercegének pajzsa.

David Lindsay, a Lindsay klán vezetője viselte elsőként a Montrose hercege címet. Az első, aki nem skót király fiaként lett herceggé, igaz, a címet nem örökölhetően nyerte el. Származását mutatja a kicsit lentebb látható családfa, ezen azért ábrázoltuk királyi vért jelentő származását, illetve kapcsolódását a Graham családhoz.
Alexander Lindsay, Crawford 4. grófjának fia volt, és apja halálakor, 1453-ban örökölte a Crawford grófi címet. Politikai karrierje során több fontos tisztséget töltött be, volt a Skót Királyi Haditengerészet főadmirálisa, a királyi háztartás mestere, főkamarás és főbíró. Számos alkalommal szolgált Angliába küldött nagykövetként. 1488-ban megkapta a Montrose hercege ( 1488) címet, nem örökölhetően, életre szólóan. Ezzel ő lett az első olyan skót, aki nem skót uralkodó fia volt, mégis hercegi rangot kapott. Lindsay III. Jakab király kegyeit élvezte, mivel hű maradt hozzá fia, Jakab herceg lázadása idején. Amikor azonban lázadó fiú IV. Jakab néven trónra lépett, megfosztotta Lindsayt a hercegi címtől, de azt 1489-ben visszaállította, így erősítve uralmát. Mivel a cím visszaállítása is csak életre szóló volt, ezért Lindsay  halálával 1495-ben a hercegi cím megszűnt, de a Crawford grófság a mai napig fennmaradt.
- II. Róbert (1316-1390)  skót király
  - Elisabeth Stewart. Férje: David Lindsay (1350-1407),  Crawford 1. grófja 
    - Alexander Lindsay (1387–1438),  Crawford 2. grófja
      - David Lindsay (-1446),  Crawford 3. grófja
        - Alexander Lindsay(1423–1453),  Crawford 4. grófja
          - Elisabeth Lindsay, Férje: John Drummond, 1. Lord Drummond (–1518)
            - Annabella Drummond (1463–1505). Férje William Graham,  Montrose 1. grófja (1464 – 1513) folytatás a lenti családfán

          - David Lindsay (1440–1495),  Montrose 1. hercege
            - John Lindsay (–1513),  Crawford 6. grófja

          - Alexander Lindsay of Auchtermonzie, Crawford 7. grófja (– 1517)
            - innen Crawford grófjai…[m 6]

## Graham klán
A Graham klán főnökei nagy valószínűséggel angol-normann származásúak voltak. A Gregham-kastély szerepel a Hódító Vilmos féle Domesday Book-ban. Amikor I. Dávid megszerezte Skócia trónját, a kíséretében volt egy Graham nevű lovag is. A Holyrood Abbey alapító okiratát William de Graham is aláírta. Az első földek, amelyeket a Graham klán birtokolt, a midlothiai Dalkeith környékén voltak. Nicholas de Graham részt vett az 1290-es parlamentben, ahol aláírták a Birghami szerződést.
A Graham klán az 1296-os dunbari csatában harcolt, ahol Patrick de Graham volt az egyetlen ember a skótok közül, aki nem vonult vissza, hanem a halálig harcolt. John de Graham William Wallace barátja és követője volt. John de Graham mentette meg Wallace életét Queensburyben, és Wallace mellett harcolt a falkirki csatában, ahol Graham elesett. Graham egyik nagy kétkezes kardját a Montrose hercegek a Buchanan kastélyban őrizték. A Graham klán harcolt az angolok ellen az 1346-os durhami csatában is II. Dávid skót király mellett.
A Graham klán a Sauchieburn-i csatában is harcolt a harmadik Lord Graham vezetésével. 1504-ben Lord Grahamet vitézsége miatt Montrose grófjává emelte az uralkodó.

## Montrose grófjai
William Graham (1464–1513), Montrose 1. grófja
William Graham (1464 – 1513. szeptember 9.) hét évesen lett 3. Lord Graham. Tizenöt évesen jelent meg először III. Jakab parlamentjeiben. Támogatta a királyt a fiával való küzdelmében, harcolt  a Sauchieburni csatában. Ennek ellenére IV. Jakab kegyébe fogadta, ahogy sok más III. Jakab támogató esetében is történt, így továbbra is megjelent a parlamentben. 
Grófi címre ( 1503) emelésének pontos dátuma vitatott, az egyes források szerint 1503. július 7. és 1503. november 20. között történt meg, míg más források tudni vélik, hogy a jeles nap 1503. július 7. volt. Névadó a család ősi birtoka, Montrose volt. A grófi címnek nincs al– vagy mellékcíme. Montrose grófja elkísérte IV. Jakabot Anglia inváziójára 1513-ban, és 1513. szeptember 9-én életét vesztette a Floddeni csatában testvérével és sógorával együtt.
Nem sokkal az előtt, hogy grófi rangra emelkedett, Montrose grófja megszerezte Perthshire-ben Aberuthven és Inchbrakie birtokokat. Röviddel a grófi cím megszerzése után, 1505. március 3-án a skót báróságban bírt földjét – Old Montrose – felajánlotta az uralkodónak, aki novodamus-szal azt Montrose grófságként adta vissza részére. Ugyanezen a napon három másik oklevelet is kapott három másik új skót báróságra Forfarshire-ben: Kincardine-re, Aberuthven-re és Kynnaber-re.
William Graham (–1571), Montrose 2. grófja
William Graham-et (– 1571. május 24.) a király 1535 júniusában francia nagykövetnek nevezte ki, feladata a király házasságának előkészítése volt. 1536–1537 között a király távolléte alatt az országot irányító skót kormányzói bizottság tagja. Montrose támogatta a királyt az Archibald Douglas, Angus 6. grófja által vezetett angolbarát frakcióval vívott küzdelmeiben. Ezért a király 1542. május 29-én a király Strathearn megyében levő Rathernes és Blacksaugh birtokai bérlőjévé (feu) tette. Graham ezután megszerezte a szomszédos Orchill és Garvock birtokokat is.
Montrose az edinburgh-i parlamentben 1543. március 15-én megszavazta Arran grófjának a csecsemő Mária, skót királynő régensévé történő megválasztását. Amikor azonban nézeteltérések merültek fel a régens és Beaton bíboros között, Montrose az utóbbit támogatta. Lennox gróf bukása után a gróftól elkobzott földekkel jutalmazták – amíg Lennox 1564-ben vissza nem kapta azokat. 1547 novemberében Montrose a régenssel együtt részt vett Broughty Castle sikertelen ostromában. Ő volt az egyetlen nemes, aki részt vett a királynő első miséjén, amikor Franciaországból 1561-ben visszatért. Noha Montrose-t 1561. szeptember 6-án a skót titkos tanács tagjává választották, a feljegyzések szerint nem vett részt a királynő egyik parlamentjén sem, miután visszatért Franciaországból. Pártolta a királynőnek Lord Darnley-vel kötött házasságát, de hamarosan semleges álláspontot vett fel. Nem értett egyet a királynő letételével és bebörtönzésével. Miután a királynő megszökött, csatlakozott hozzá. De miután unokája és örököse a királynő ellenes politikát folytatott, ezért nem vállalta a királynő támogatást.
Robert Graham (–1547), Lord Graham
Robert Graham, Lord Graham (–1547. szept. 10.) harcolt és meghalt a Battle of Pinkie-i csatában.
John Graham (1548-1608), Montrose 3. grófja (1548-1608)
Graham több alkalommal – 1569, 1577 – volt a skót titkos tanács tagja, ahogy a főkincstárnok tisztséget is többször – 1584–1585 és 1598–1605 – töltötte be. Kétszer volt a legfelsőbb bíróság tagja (1584–1588 és 1591–1596).
John Graham (1573-1626), Montrose 4. grófja
A katolikus Graham-et 1604-ben nevezték ki skót titkos tanácsosnak, 1626-ban a tanács elnöke volt. 1610-ben a Stirlingshire-i békebírája, 1625-ben kincstári biztos.

## Montrose márkik
James Graham (1612–1650), Montrose 5. grófja, majd Montrose 1. márkija

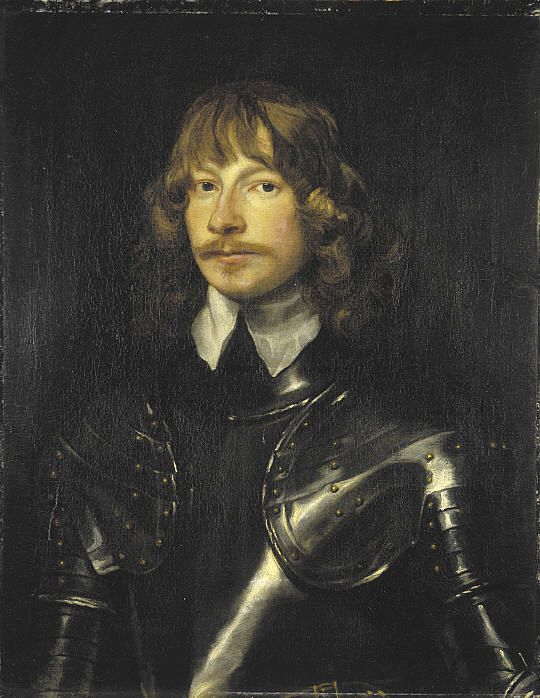
Anthony van Dyck (1599–1641) műhelyéből William Dobson (1610–1646) olajfestménye „James Graham, Montrose 1. márkija, 1612 – 1650. Royalista“, készült 1644 körül

Montrose tizenkét évesen a Glasgow-i Egyetemen, majd a St. Andrews-i Egyetem Saint Salvator kollégiumában tanult. Tizenhét évesen nősült meg. Sokfelé utazott Európában, járt Franciaországon, Olaszországon és a német fejedelemségekben. Szerelmi viszonya volt V. Frigyes pfalzi választófejedelem lányával, Lujzával.
Egyike lett a covenantereknek 1639 júliusában, a Berwicki Szerződés aláírása után a szeptemberben ülésező skót parlamentben Montrose szembekerült Archibald Campbell-lel, Argyll első márkijával, aki fokozatosan átvette a presbiteriánus és a nemzeti párt vezetését.
I. Károly angol király 1640-ben arra készült, hogy megtámadja Skóciát. Montrose arra kényszerült, hogy kettős játékot játsszon. 1640 augusztusában politikai támadást indított Argyll márkija  ellen, de tagja volt a skót seregnek. 1641. május 27-én az Argyll elleni intrikák miatt a Rendi Bizottság elé idézték, és  megvádolták. Az Edinburgh-i kastély börtönébe zárták.
A király 1644-ben a szabadon engedte Montrose-t és szinte azonnal Skócia hadnagyává nevezte ki, rá egy évre főkapitánnyá tette, végül 1644. május 6-án Montrose márkijává ( 1644) emelte. Montrose sereget gyűjtött, amihez csatlakozott a királypárti szövetséges ír konföderációk 2000 fegyelmezett ír katonája.  Montrose egymást követő győzelmeket aratott a tippermuir-i csatában, az aberdeeni csatában, az inverlochyi csatában, az auldearni csatában, az alfordi csatában és a kilsythi csatában, amely a konfliktus legnagyobb ütközete volt Skóciában. Kortársai gyakran a „nagy Montrose“-ként említették. Győzelmeinek története eljutott a kontinensre, XIV. Lajos francia király a franciaország marsallja tisztséget kínálta számára, III. Ferdinánd császár pedig tábornagyi rangot adományozott számára. Montrose a skót király szolgálatában maradt. Több év folyamatos győzelme után Montrose végül vereséget szenvedett a Philiphaugh-i csatában. Visszaállt a Rendi Bizottság hatalma.
Montrose a Felföldön át Norvégiába indult. 1649 júniusában a király halálát megbosszulni vágyó II. Károly visszahelyezte őt Skócia névleges hadnagyi posztjára. 1650 márciusában Montrose partra szállt Orkney-ben, átkelt a szárazföldre, de carbisdale-i csatában vereséget szenvedett. Montrose márkija egy ideig bujkált, majd feladta magát. Edinburgh-ba vitték, és május 20-án a parlament halálra ítélte. 21-én felakasztották, a tetemet lefejezték, majd a testet felnégyelték és szétküldték Glasgow, Perth, Stirling és Aberdeen városokba.
A Stuart restauráció (1660) után II. Károly angol király utasítására Montrose fejét és végtagjait összeszedték és a koporsóba helyezték Holyroodban. 1661. május 11-én állami temetést tartottak a St. Giles templomban. Emlékét számos irodalmi alkotás őrzi, például Walter Scott „A Legend of Montrose“ (1819) vagy John Buchan „The Marquis of Montrose“ (1927).
James Graham, Montrose 2. márkija (1631-1669)
A tizennégy éves James Grahamet – aki apjához hasonlóan angol párti volt – a skót Covenanter szolgálatban álló John Urry tábornok a családi birtokról tanítójával együtt az Edinburgh-i kastélyba vitte túsznak. Innen ugyan kiszabadult, de apja harctéri veresége után Angliába menekült és ott érte meg, hogy apja ellenfele, Archibald Campbell, Argyll első márkija 1650-ben bíróság elé állítja és kivégezteti apját, elkobozza vagyonát. Az elkobzott vagyon jó része az Argyll családhoz került. Az Argyll-okkal való konfliktus oka az eltérő politikai és vallási nézet volt. Montrose a királypárti oldalt támogatta szembekerülve a skót nemesség jelentős részével, köztük az Argyll-klánnal, amely a presbiteriánus (Covenanter) mozgalom oldalán álltak, és uralták a Parlamentet.
A Montrose cím és birtok visszaszerzésére 1660-ban, a Stuart restaurációt követően került sor. Ekkor a trónra visszakerült II. Károly oly módon mutatta ki háláját Montrose 1. márkija iránt, hogy visszaadta a Graham családnak az összes elkobzott birtokot és címeit. Montrose 1661. január 1-jén részt vett apja állami temetésén a Holyrood Abbeyben. Montrose 2. márkija visszakerült Skócia legbefolyásosabb nemesi családjai közé Az Argyll-okkal való politikai és személyes ellentétek a birtokok visszaszerzése után sem szűntek meg. 1661-ben Archibald Campbellt, Argyll 1. márkiját  hazaárulással vádolták meg – részben Montrose 1. márkija elleni cselekedetei miatt – és kivégezték. A tárgyaláson során a döntéshozóként jelenlevő Montrose megtagadta, hogy szavazzon Archibald Campbell sorsáról, mondván, nem lenne pártatlan. Ugyanakkor pert indított  Archibald Campbell, Argyll 9. grófja ellen, hogy kompenzálja a Montrose vagyon gyarapodásának elmaradását, amíg az apja elkobzott földjeit az Argyll-ok kezelték. Tárgyalásos megegyezés született, és 1667. február 23-án a biztosok jelenlétében itták egymás egészségére.
Montrose 1661-től a skót titkos tanács tagja, részt vett a skót presbiteriánus egyház elleni elnyomó intézkedések kidolgozásában. 1674-ben elérte, hogy a skót Parlament támogassa a királyi hatalmat a presbiteriánusok ellenében. Életének későbbi éveiben, 1680-ban visszavonult az aktív politikai élettől. 1684-ben, 53 éves korában halt meg.
James Graham, Montrose 3. márkija (1657–1684)
A rövid életű (1657. október 20. – 1684. április 25.) harmadik márki a Glasgow-i Egyetemen tanult. Huszonegy évesen lett a skót Titkos tanács tagja, 1682-től haláláig a tanács elnöke. Egyetlen gyereke született, aki örökölte címeit és birtokait.

## Montrose hercegei, második létrehozás
James Graham (1682-1742), Montrose 4. márkija, majd Montrose 1. hercege
James Graham (1682. április – 1742. január 7.) apja 1684 áprilisában bekövetkezett halálakor kiskorú volt, apja végrendeletének megfelelően tíz nevelő – köztük leválthatatlanul édesanyja és Charles Hamilton, Haddington 5. grófja – gondoskodott az ifjú márkiról. Mivel Haddington grófja egy éven belül meghalt, a király intézkedett a márki neveléséről. A király azt kívánta, hogy az ifjú márki katolikus befolyás alatt nevelkedjen, ami megfelelt családja hagyományának is. Államigazgatási karrierjét a  Skót Kincstár biztosaként (1705-1707) kezdte, hamarosan Skócia főtengernagya lett, 1706-ban a skót Titkos tanácsot vezette. A Montrose márki cím öröklési rendjét 1706-ban az uralkodó James Graham kérdésére módosította. A kiadott novodamus az örökösödési rendet kiterjesztette a nőági leszármazottakra is abban az esetben, ha nem lenne férfi utód.
1707-ben egyik aláírója volt az Anglia és Skócia egyesülését kimondó törvény skót aláíróinak. A király ezért 1707. április 24-én Montrose hercegévé ( 1704) emelte. Egyike volt annak a tizenhat skót képviselőnek, akiket az utolsó skót parlament 1707. február 13-án választott meg. Többször újraválasztották, 1710-ben hagyta ott a Parlamentet. 1709. február 28-án kinevezték Skócia titkos pecsét őrének, de a tory adminisztrációval való nézeteltérése miatt 1713-ban eltávolították hivatalából. Anna királynő halálát követően Montrose herceg az országot irányító Régens-tanács egyik tagja volt I. György brit király megkoronázásáig.
A következő évtizedben az államigazgatás számos tisztségét töltötte be. Mar grófját követte a Skóciával foglalkozó hivatal élén, egy évig volt skót Lord Clerk Register, 1716-tól Skócia Nagy Pecsétjének őre. Ez utóbbi pozícióból 1733 áprilisában Robert Walpole miniszterelnök eltérő politikai nézetük miatt elmozdította. Élete nagy részében a Glasgow-i Egyetem kancellárja volt.

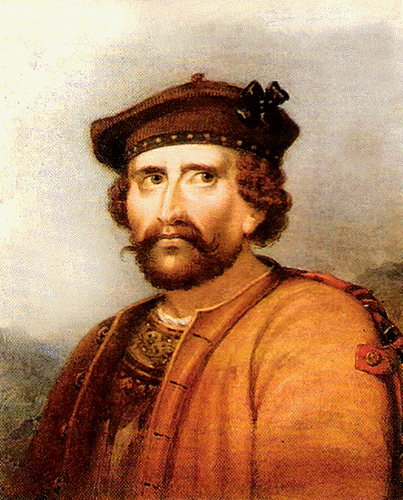
W.H. Worthington: Rob Roy portréja, 1830-as évek

Rob Roy MacGregor vs. Montrose hercege
Rob Roy MacGregor (1671. március 7. – 1734. december 28.) híres skót harcos és klánvezér volt, akit gyakran a „skót Robin Hoodként” emlegetnek. Rob Roy a MacGregor klán tagja volt, amelyet a XVII. században üldöztek és elnyomtak, részben a klán korábbi lázadásai miatt. Rob Roy földbérlő és szarvasmarha-kereskedő volt. Montrose éveken át hitelezte Rob Roy üzletét, a sikerből jelentős hasznot húzott. Amikor Rob Roy-nak gazdasági nehézségei és veszteséges éve volt, akkor is követelte hitele visszafizetését. Rob Roy nem tudta visszafizetni a kölcsönt, Montrose-é lett földjei és vagyona. Rob Roy törvényen kívülivé vált, és gerilla harcot folytatott a hatalommal szemben, különösen a Montrose birtokok ellen. Részt vett az 1715-ös Jacobita felkelésben, amelynek célja a Stuart-ház visszahelyezése a brit trónra, de kudarcot vallott, és ezután is bujkált a hatóságok elől. Az élete számos regény és film alapjául szolgált, Walter Scott híres regénye, a „Rob Roy“, amely tovább növelte hírnevét.
William Graham (1712–1790), Montrose 2. hercege
William Graham (1712. augusztus 27. London – 1790. szeptember 23.) Shawford melletti családi kastélyban nőtt fel, ahol bátyjával együtt William Mallet skót költő tanította, később ő kisérte el Graham fivéreket európai körútjukon. Katonai karrierbe kezdett, de bátyja, David 1731-ben bekövetkezett halála után ő lett Graham márki, a hercegi cím örököse. Mivel bátyját 1722. május 23-án I. György brit király Gróf Graham-má tette ( 1722), a bátyjától megörökölt bárói cím lehetővé tette,  hogy 1734-től részt vett a Lordok Háza munkájába. 1742-ben apját követte a hercegségben, 1743-tól pedig a Glasgow-i Egyetem kancellári tisztségében is, amelyet 1780-ig töltött be. Graham nekikezdett a család székhely – a Stirlingshire-i Buchanan kastély – építésének, de főleg Angliában élt és a Twickenham Parkban halt meg.
James Graham (1755–1836), Montrose 3. hercege, KG, KT, PC
James Graham (1755. szeptember 8. London – 1836. december 30.) az Eton College után a Cambridge-i Egyetem Trinity kollégiumában tanult, 1775-ben születése jogán (jure natalium) szerzett diplomát. Montrose 1780-1784 között Richmond, 1784 és 1790 között pedig Great Bedwyn parlamenti képviselője volt. 1783 decemberében a Pitt kormányban vállalt a Kereskedelmi Tanács alelnöki tisztét, ugyanekkor Titkos tanácsossá választották.
Fényes karriert futott be, az államigazgatás számos területén megfordult. Főhadnagy volt Huntingdonshire-ben (1790–1791), Stirlingshire-ben (1794, 1836) és Dunbartonshire-ben (1813–1836), de szolgált a Royal Company of Archers főkapitányaként is (1824–1830). Királyi főlovászmester (1790–1795 és 1807–1821), a Kincstári kifizetések igazgatója (1791–1800 és 1804–1806), főkamarás (1821–1827 és 1828–1830) és 1795–1836 között a Lord Justice General tisztét töltötte be.
Montrose 1780 decemberétől haláláig a glasgow-i egyetem kancellárja volt, 1793-ban megkapta a Bogáncsrendet, amelyről 1812-ben lemondott, mert kiérdemelte a Térdszalagrendet.

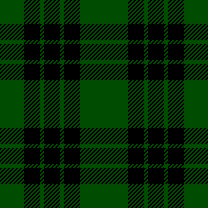
A Graeme tartán. A Graham klán tartánjainak két fő családja van, a Graham of Montrose és a Graham of Menteith tartán

A jakobita felkelés után kiadott 1746-os Dress Act (Öltözködési törvény) megtiltotta a tartán használatát, hogy visszaszorítsák a skót klánok függetlenségét és identitását. 1782-re azonban a politikai légkör megváltozott, a Montrose és John Murray, Atholl 4. hercege vezette összefogásával sikerült meggyőzni a kormányt a tiltás eltörléséről. Az intézkedés jelentős mértékben hozzájárult a skót kulturális újjászületéshez, és a tartán azóta is Skócia egyik legfontosabb szimbóluma.
„Kevés olyan egyén van, aki bármennyire is kiemelkedne születése, tehetsége, parlamenti befolyása vagy közszolgálatai által, aki olyan ragyogó hivatali pozíciókat töltött volna be, vagy olyan nagy tisztségekig jutott volna, mint Lord Graham III. György uralkodása alatt… Személyében elegáns és kellemes volt, amennyire ezek a tulajdonságok külső megjelenésének szimmetriájától függtek, és nem hiányzott belőle mindaz a kifinomultság, amely méltó híres származásához. Beszéde könnyed és magabiztos volt, ami elengedhetetlen volt a parlamenti felszólalásokhoz… Olyan különböző tulajdonságokat mutatott, amelyek ellensúlyozták a nagy tehetség hiányát, különösen a körültekintést, éleslátást és a saját érdekei iránti figyelmet, amelyek annyira jellemzőek a kaledóniai népre.”
James Graham (1799-1874), Montrose 4. hercege, KT, PC
James Graham (1799. július 16. – 1874. december 30.) tanulmányait a cambridge-i Etonban és az egyetem Trinity College-ában végezte. A huszonegy éves Montrose-t Titkos tanácsossá nevezték ki és tagja lett a királyi háztartásnak, alkamarásként 1827-ig szolgált. Cambrige konzervatív képviselője volt a Parlamentben 1825 és 1832 között, két éven át (1828–1830) az Indiai Testület biztosaként szolgált. 1836-ban követte apját a hercegségben, átlépett a Lordok Házába.
Amikor 1852 februárjában Edward Smith-Stanley, Derby 14. grófja miniszterelnök lett, Montrose-t kamarássá nevezték ki, posztját az év decemberéig, a kormány bukásáig megtartotta. A második Derby kormány idején Lancaster Hercegség  kancellárja volt, majd Benjamin Disraeli kormányzása idején, 1866 és 1868 között főpostamesterként szolgált. Főpostamesterként bemutatta az Electric Telegraphs Billt, aminek eredményeként a brit távíró cégek az államilag felügyelt Postához kerültek. Politikai karrierje mellett – a családi hagyományt és apját követve – a Glasgow-i Egyetem kancellárjaként szolgált 1837 és 1874 között. 1845-ben a Bogáncsrend lovagja lett.
Douglas Graham (1852–1925), Montrose 5. hercege KT
Douglas Graham (1852. november 7., Glasgow – 1925. december 10.) a windsori Eton College-ban tanult. Két idősebb fiú testvére rendre a James nevet viselte, de mindkettő meghalt, mielőtt örökölhette volna a hercegi címet. A második James még élt, amikor Douglas született. 1872 és 1874 között hadnagyi rangot szerzett a Coldstream gárdánál. 1874 végén örökölte a hercegi címet, öt évvel később megkapta a Bogáncsrendet. Továbbra is katonai pályán mozgott, 1885 és 1925 között Stirlingshire főhadnagyi tisztét töltötte be, majd az Argyll és Sutherland Highlanders ezredes-parancsnoka volt. 1897-től három uralkodó – Viktória királynő, VII. Eduárd király és V. György király– mellett szolgált katonai tanácsadóként egészen haláláig. Részt vett a Második búr háborúban és harcolt az Első világháborúban.
A Bogáncsrendet 1879-ben érdemelte ki, 1917-től a Rend kancellárja volt. Két alkalommal (1916 és 1917) a Lord High Commissioner tisztséget viselte.
James Graham (1878–1954), Montrose 6. hercege KT CB CVO
James Graham (1878. május 1. – 1954. január 20.) az Eton College-ban tanult majd apját követve katonai pályára lépett. 1900-ban a londoni Lloyd's megbízásából a dél-afrikai kormánynak dolgozott, vezeték nélküli távirati állomásokat létesítettek a dél-afrikai tengerparton. 1903-ban jelentős összeggel járult hozzá a Királyi Haditengerészet Önkéntes Tartalék (RNVR) megalapításához. Az Első világháborúban az RNVR-nél szolgált, majd az RNVR Clyde hadosztályának, majd Skócia keleti partjának RNVR-jének parancsnoka volt. 1921. október 12-én 2. osztályú parancsnokká léptették elő, hamarosan az egész RNVR parancsnokává nevezték ki, 1927-es nyugdíjazásáig dolgozott ebben a beosztásban. Egyfajta köszönetként az RNVR hajóját, amelyen szolgált, ideiglenesen átnevezték HMS Montrose-ra. 1992-ben hasonló okból a hetedik Duke-osztályú fregatt a HMS Montrose (F236) nevet kapta.
Mérnökként a HMS Argus (I49) az első repülőgép-anyahajó megépítésének kezdeményezője volt, a „William Beardmore and Company of Dalmuir“ igazgatójaként pedig aktívan felügyelte az építést. Bár 1912-ben hozzákezdtek a tervezéshez, a megvalósítást – meglepő módon – késleltette az első világháború. A HMS Argust 1917. december 2-án bocsátották vízre. Montrose számos haditengerészeti társaságnak volt vezető tisztségviselője. Elnyerte a Viktória rend parancsnoki fokozatát (1905), majd a Bath– (1911), később a Bogáncsrend (1947) tagságát is. Két alkalommal (1942 és 1943) töltötte be a Lord High Commissioner tisztséget.
James Graham (1907–1992), Montrose 7. hercege
James Graham (1907. május 2. Stirlingshire – 1992. február 10.) az oxfordi Eton College-ban tanult és jóval később, 1964-ben diplomázott az Oxfordi Egyetem Christ Church kollégiumban. Graham márkija először 1930-ban ment Dél-Rhodesiába, ahol egy szarvasmarha farmot vezetett. Miközben 1939-ben Angliában nyaralt, kitört a második világháború. Jelentkezett az Admiral Commanding Reserves-hez, a Királyi Tengerészeti Tartalék hadnagyává nevezték ki. A HMS Kandaharon teljesített szolgálatot, a hajó Lord Mountbatten vezette harcegység tagja volt. Először az Északi-tengeren harcoltak, utána a görögországi német inváziót követően Kréta és Görögország evakuálásában segítettek.
1954 elején örökölte apja címeit, hamarosan foglalta el helyét a Lordok Házában. Kenyában tett vadászutakat, ahol megismerkedett második feleségével, Susan Semple-lel. A család a Rodézia fővárosa, Salisbury (ma: Zimbabwe, a fővárosa Harare) melletti Nyabirában található Derry Farmon élt, ahol kukoricát és dohányt termesztettek, Texasból importált Brahma marha gyulyákat neveltek..
Montrose a faji szegregáció keményvonalas támogatója volt Rodéziában. Alapítója volt a Rodéziai Frontnak, amely a rasszista apartheid rendszert támogató politikai erő volt. 1965. november 1-én Rodézia egyoldalúan kikiáltotta függetlenségét az Egyesült Királyságtól, követően Montrose mezőgazdasági miniszterként (1962-1963, 1964–1965), majd védelmi és külügyminiszterként (1966-1968) szolgált a kabinetben. Földművelésügyi miniszteri mandátuma alatt elfogadták az 1969-es földbirtoklási törvényt, amely 16%-kal csökkentette a fehér tulajdon számára fenntartott földterületet, amely így 182 000 km2 lett. Ennél alig kevesebbet a feketéknek tartottak fent, de ezek a rosszabb minőségű, sok esetben megművelhetetlen földek voltak. Az apartheid rendszer összeomlását követően Montrose családjával a dél-afrikai Natalba, majd a skóciai Kinrossba költözött, ott is halt meg. Annak ellenére, hogy élete jelentős részét Afrikában élete, beszélt gael-ül, és szerette a Skót-felföldet. A Loch Lomond melletti családi temetőben temették el.
James Graham (1935– ), Montrose 8. hercege
Montrose hercege (1935. április 6. – ) Dél-Rodéziában született, ahol apja farmot alapított. Bentlakásos iskolába járt Skóciában, először Aberdeenshire-ben, majd az Edinburgh melletti Loretto Schoolba. Az iskola fizikailag kemény, spártai volt, sok más mellett a tanulók elsajátították a skót duda kezelését és a felföldi táncokat. A tanulmányokat követően bejárta a világot, 1962-ben visszatért Skóciába, hogy beletanuljon a családi gazdaság és birtok felügyeletébe. 1970-ben Ottawában nősült meg, feleségétől három gyereke született: Lady Hermione Elizabeth Graham (1971. július 20.), James Alexander Graham, Graham márkija (1973. augusztus 16.) és Lord Ronald John Christopher Graham (1975. október 13.). Apja 1992-es halála után a konzervatívok közé ülve foglalta el helyét a Lordok Házában. Montrose a skót hivatal árnyékminisztere volt a 2010-es általános választások előtt. A herceg jelenleg a Lordok Házának vezető tanácsadója, mezőgazdasággal, halászattal, erdőgazdálkodással és környezetvédelemmel foglalkozik.
James Graham, Graham márki (1973. augusztus 16. – )
Tanulmányait az Eton College-ban éa az Edinburgh-i Egyetem-en végezte, a Cape Town-i Egyetemen diplomázott (M.Sc.). Amellett, hogy James átvette a skóciai Graham Estate irányítását, több évet töltött a megújuló energiaforrások és a környezetszennyezés elleni intézkedések népszerűsítésével Kínában. Folyékonyan beszél mandarinul.

## Részleges családfa
A családfán csak a Montrose herceg és márki és gróf címek öröklődésében szerepet játszó személyek szerepelnek, illetve néhány érdekesebb családi kapcsolódási pont. Előzményekről lásd a szócikk elején lévő családfát!
- William Graham (1464 – 1513),  Montrose 1. grófja. Felesége: Annabella Drummond (1463–1505)
  - William Graham (–1571),  Montrose 2. grófja
    - Robert Graham (–1547), Lord Graham
      - John Graham (1548-1608),  Montrose 3. grófja
        - John Graham (1573-1626),  Montrose 4. grófja
          - James Graham (1612 – 1650),  Montrose 5. grófja,  Montrose 1. márkija
            - James Graham (1631-1669),  Montrose 2. márkija
              - James Graham (1657–1684),  Montrose 3. márkija
                - James Graham (1682-1742),  Montrose 4. márkija,  Montrose 1. hercege
                  - William Graham (1712–1790),  Montrose 2. hercege. Felesége: Lucy Manners
                    - James Graham (1755–1836),  Montrose 3. hercege. Második felesége: Caroline Maria Montagu
                      - James Graham (1799-1874,  Montrose 4. hercege)
                        - Douglas Graham (1852–1925),  Montrose 5. hercege
                          - James Graham (1878–1954),  Montrose 6. hercege. Felesége Mary Louise Douglas-Hamilton
                            - James Graham (1907–1992),  Montrose 7. hercege
                              - James Graham (1935–),  Montrose 8. hercege
                                - James Graham (1973–), Graham márkija
                                - Lord Ronald Graham (1975–)

Forrás: Entitree Wikidata adatokból: William Graham, 1st Earl of Montrose. Entitree. (Hozzáférés: 2024. szeptember 26.)

## Címer

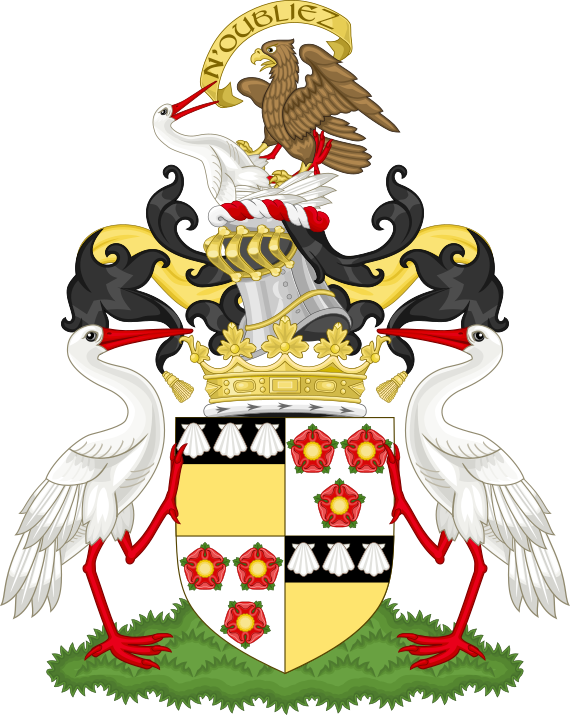
A Montrose címer

Pajzs: Első és negyedik mező: Arany (Or) alapon fekete (Sable) fő (Chief), amelyen három ezüst (Argent) kagyló (escallop) látható. Ez a Graham klán jelzi. Második és harmadik mező: Ezüst (Argent) alapon három természetes színű vörös (Gules) rózsa zöld levelekkel és magokkal (barbed and seeded proper). Ez a Montrose családot jelképe.
Sisakdísz: A sisakon egy aranysárga és fekete burkolat található, rajta egy sisak, amelyen egy vörös-fehér torokszalag. A sisak tetején egy gólya látható, amely egy kígyót tart a csőrében.
Sapkadísz: A címer tetején egy barna sas helyezkedik el, kiterjesztett szárnyakkal.
Tartók: A pajzs két oldalán egy-egy fehér gólya látható, vörös csőrrel és lábbal, amelyek a címerpajzsot tartják.
Mottó: A címer felett egy szalagon a „Ne felejtsd el” (N'oubliez) francia nyelvű mottó szerepel.